# Architektura arabsko-normańska
Architektura arabsko-normańska lub Architektura arabsko-bizantyjsko-normańska to styl budownictwa typowy dla epoki normańskiej, który w XII wieku rozprzestrzenił się głównie na Sycylii i w południowych Włoszech.

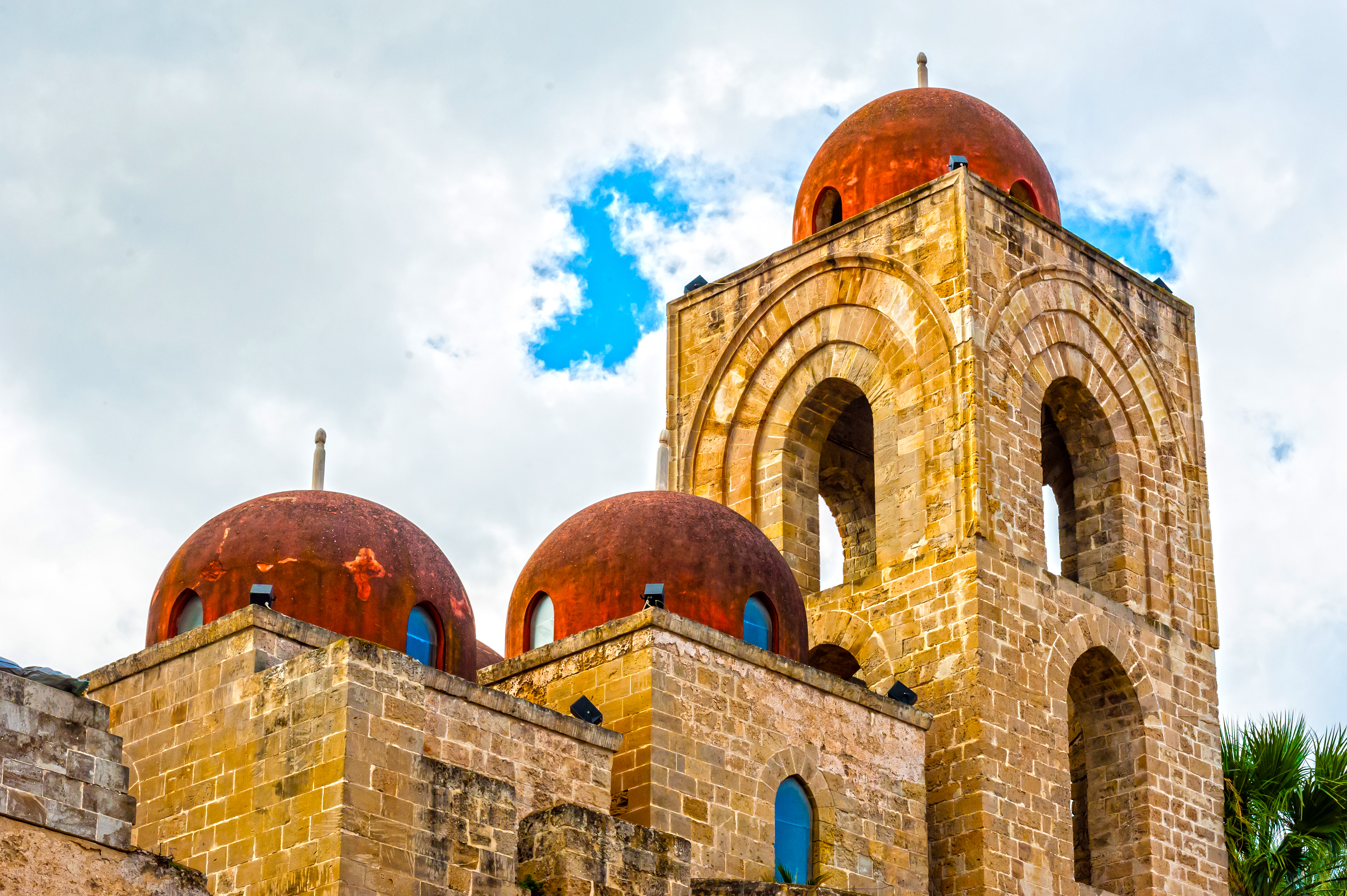
Kościół San Giovanni degli Eremiti w Palermo

## Pochodzenie
Po trzech wiekach panowania bizantyjskiego i dwóch wiekach dominacji muzułmańskiej królowie normańscy osiedlili się na Sycylii w drugiej połowie XI wieku. Charakterystyczny eklektyczny styl arabsko-normański ukształtował się przez połączenie elementów islamskich (Fatymidów, Abbasydów i architektury krajów Maghrebu), romańskich (przeniesionych m.in. przez  franko-normańskich benedyktynów), kultury łacińskiej (przywiezionej przez włoskich mnichów, którzy podążyli za Normanami) i sztuki bizantyjskiej (przeniesionej przez duchowieństwo patriarchatu grecko-bizantyjskiego).
Eklektyzm normański to połączenie trzech głównych stylów: romańskiego, bizantyjskiego i arabskiego. Począwszy od końca XI wieku, przez następne stulecie Normanowie zlecili budowę wielkich kościołów, zaprojektowanych przez mnichów-architektów, greckich, francuskich i łacińskich (benedyktyni i augustianie), którzy inspirowali się formami klasycznymi: bazyliki na planie krzyża łacińskiego lub greckiego, wieże i portal na głównej fasadzie, chór zwieńczony kopułą. Budynki te są jednocześnie ozdobione bizantyjskimi mozaikami wykonanymi przez greckich artystów oraz ornamentami arabskimi (łuki podkowiaste, dekoracja z arabesek).

## Wpływy bizantyjskie
W architekturze budowli sakralnych wpływ ten charakteryzuje plan w kształcie krzyża greckiego ze sklepieniem kolebkowym (jak w La Martoranie, w kościele S. Nicolò Regale w Mazara del Vallo lub SS. Trinità di Delia w Castelvetrano), zwieńczony tradycyjną sycylijsko-bizantyjską kopułą, umieszczoną na skrzyżowaniu transeptu na wielokątnym bębnie. Brak przedstawień postaci ludzkich w rzeźbie. Najbogatszym i najbardziej widocznym wyrazem sztuki bizantyjskiej jest jednak mozaika, która pokrywa ogromne powierzchnie postaciami i różnymi motywami dekoracyjnymi i staje się sztuką monumentalną.

## Wpływy muzułmańskie
W architekturze charakterystyczny jest łuk ostry i łuk podkowiasty (mauretański), najbardziej reprezentatywny dla tego wpływu: górna część tego łuku, czasami ostrołuk, opisuje półkole zwężające się u podstawy, tworząc podkowę. We wnętrzach pojawiają się dekoracje stalaktytowe, zwane mukarnas, malowane i rzeźbione wielokątne płaszczyzny, które również zdobią kopuły, pendentywy, kapitele i wsporniki. Dekoracje katedry w Monreale (niedaleko Palermo), Cappella Palatina oraz pałaców Zisa i Cuba (również w Palermo) są świadectwami wpływów islamu (także m.in. marmurowe posadzki lub ceglane podłogi ułożone w jodełkę). Typowe są różowe kopuły wieńczące kościoły (np. kościół San Giovanni dei Lebrossi i kościół San Giovanni degli Eremiti).

## Wpływy romańskie
Budowle na planie krzyża łacińskiego z fasadami z masywnymi wieżami (wpływ architektury benedyktyńskiej, a dokładniej kluniackiej), np. katedra w Cefalù była przypuszczalnie inspirowana kościołem St. Étienne w Caen. Występuje tendencja do stylizacji rzeźbionych wyobrażeń zwierzęcych i roślinnych. Krużganek klasztoru w Monreale jest przykładem typowo romańskiej tradycji.

## Przykłady architektoniczne
- Palermo:
  - katedra w Palermo
  - kościół San Giovanni degli Eremiti (1142–1148)
  - kościół San Cataldo (1154)
  - kościół Santa Maria dell’Ammiraglio 1143)
  - kościół San Giovanni dei Lebrossi
  - Cappella Palatina (1130–1140) w Palazzo dei Normanni
  - parco della Favara
  - La Zisa
  - Palazzo della Cuba

- Cefalù:
  - katedra w Cefalù (1131–1267)
- Monreale:
  - katedra w Monreale 1174)
- Mazara del Vallo:
  - kościół San Nicolò Regale
  - kościół Madonna delle Giummare
  - Arco Normanno
- Castelvetrano:
  - kościół Santissima Trinità di Delia
- Montalbano Elicona:
  - Cappella palatina
- Castiglione di Sicilia:
  - Cuba di Santa Domenica
- Enna:
  - Zamek Lombardzki
- Sciacca:
  - kościół San Nicolò la Latina (1100–1136)
- Katania:
  - Katedra św. Agaty w Katanii
- Mesyna:
  - kościół Santissima Annunziata dei Catalani
- Casalvecchio Siculo
  - kościół Santi Pietro e Paolo d'Agrò
- Savoca
  - kościół Santa Maria in Cielo Assunta

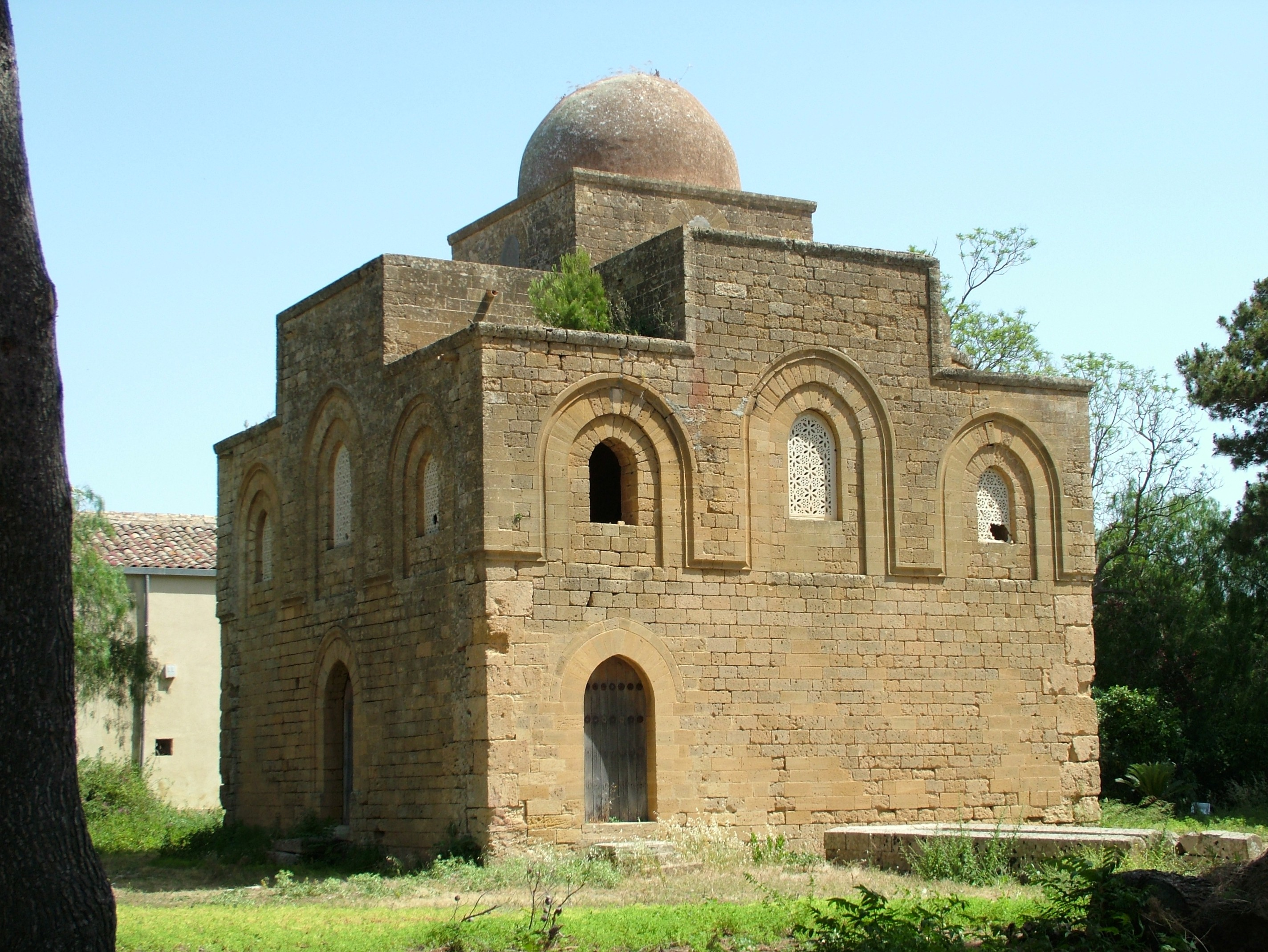
kościół della Santissima Trinità di Delia w Castelvetrano
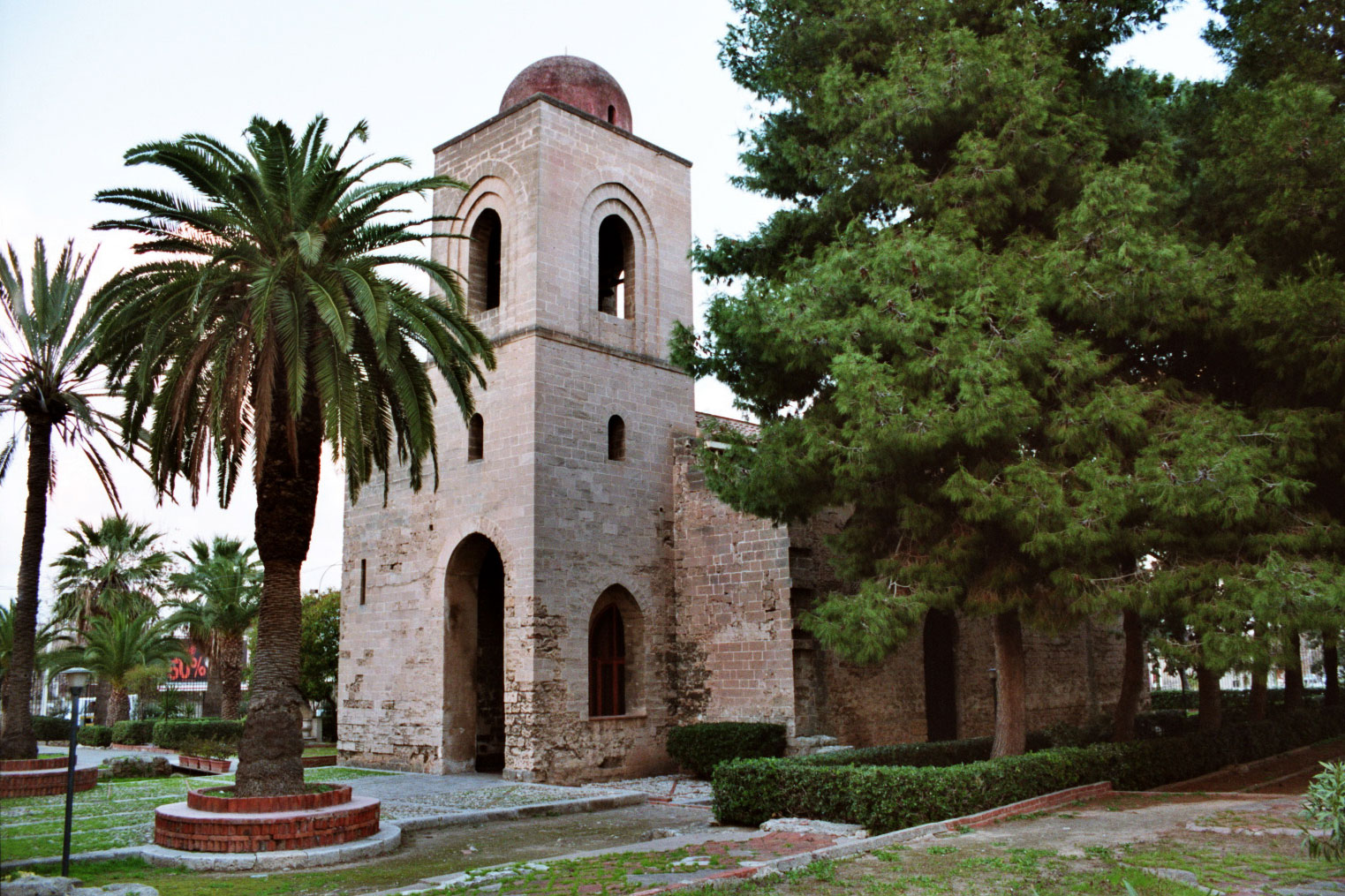
kościół San Giovanni dei Lebrossi w Palermo
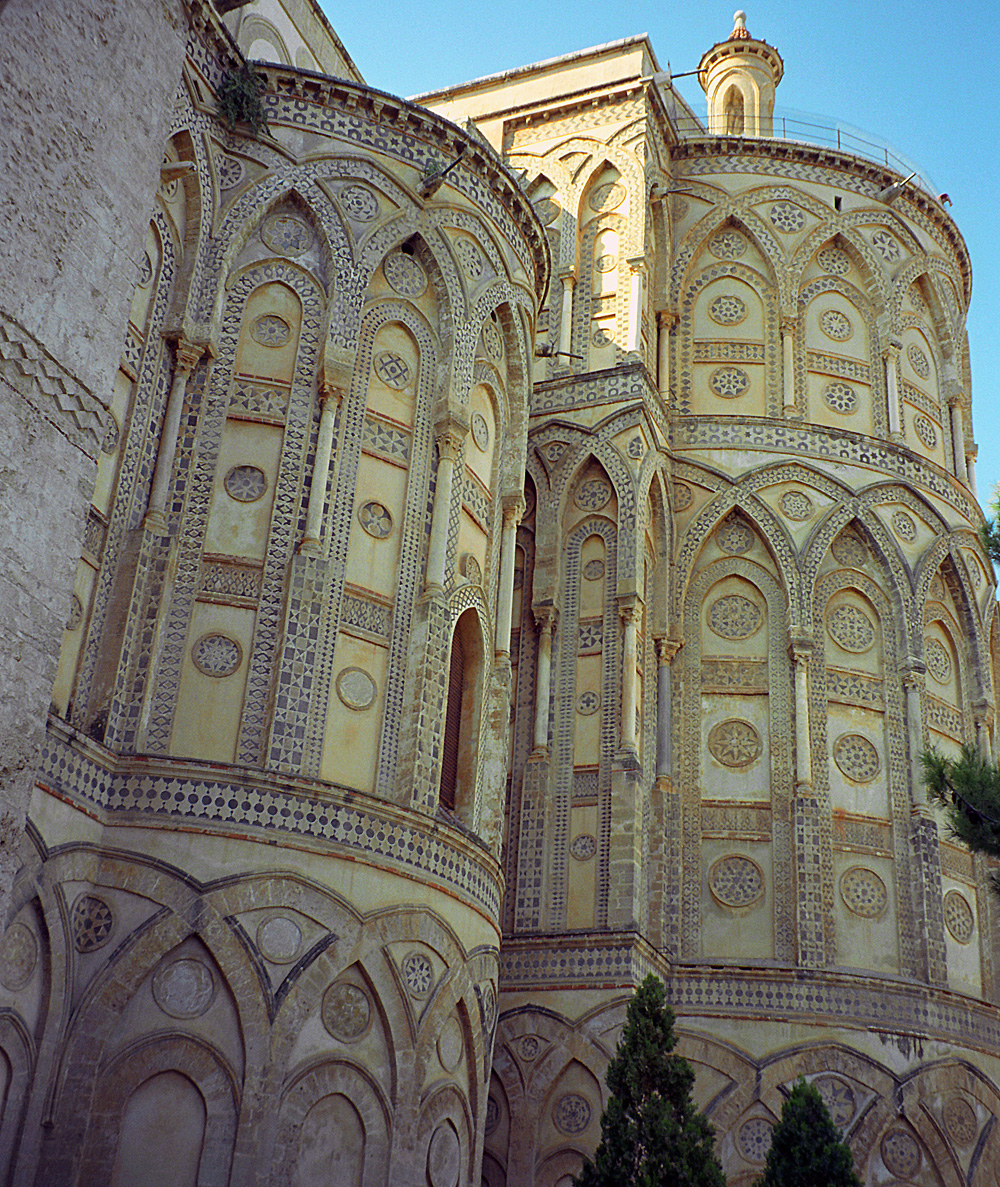
absydy katedry w Monreale
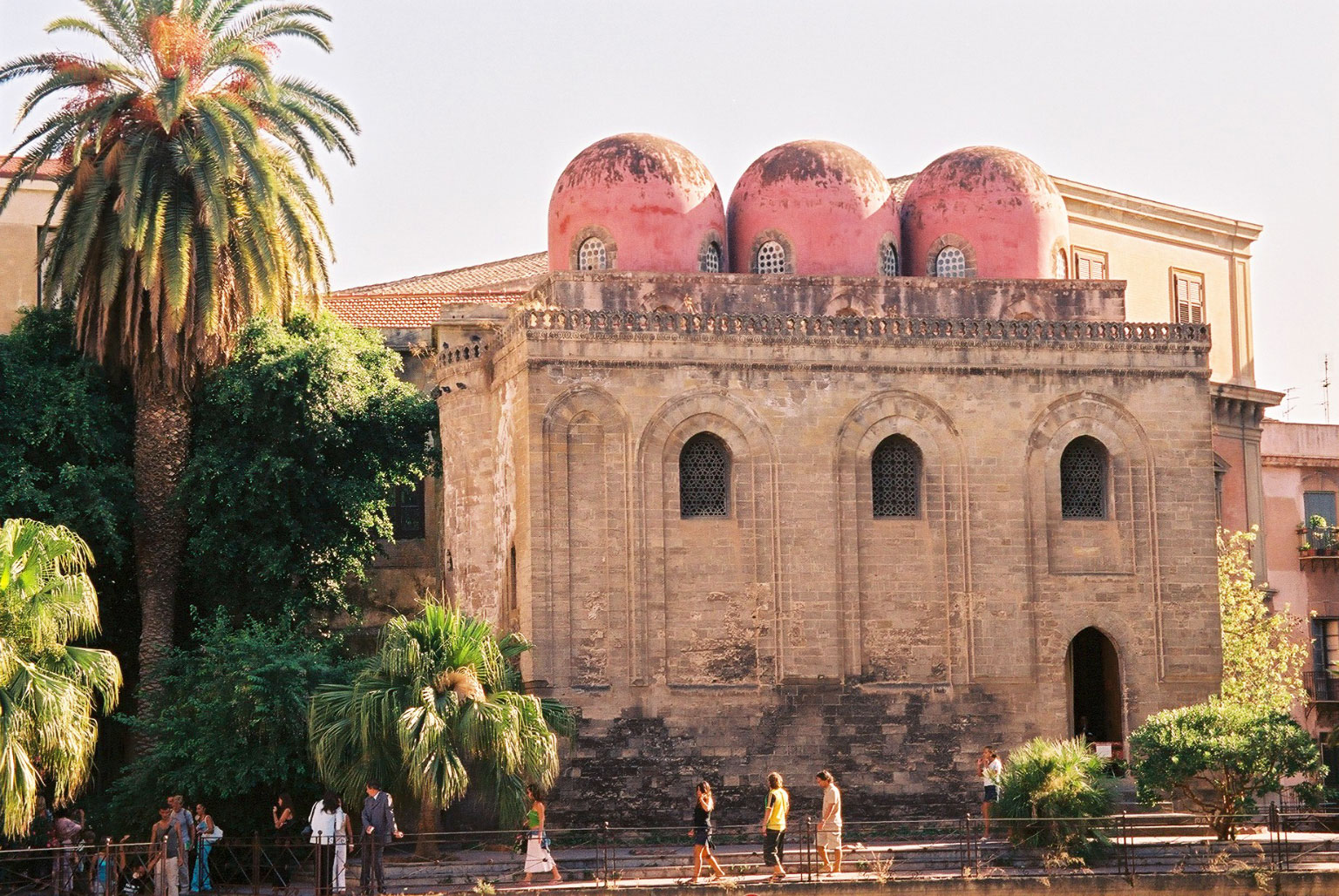
kościół San Cataldo w Palermo
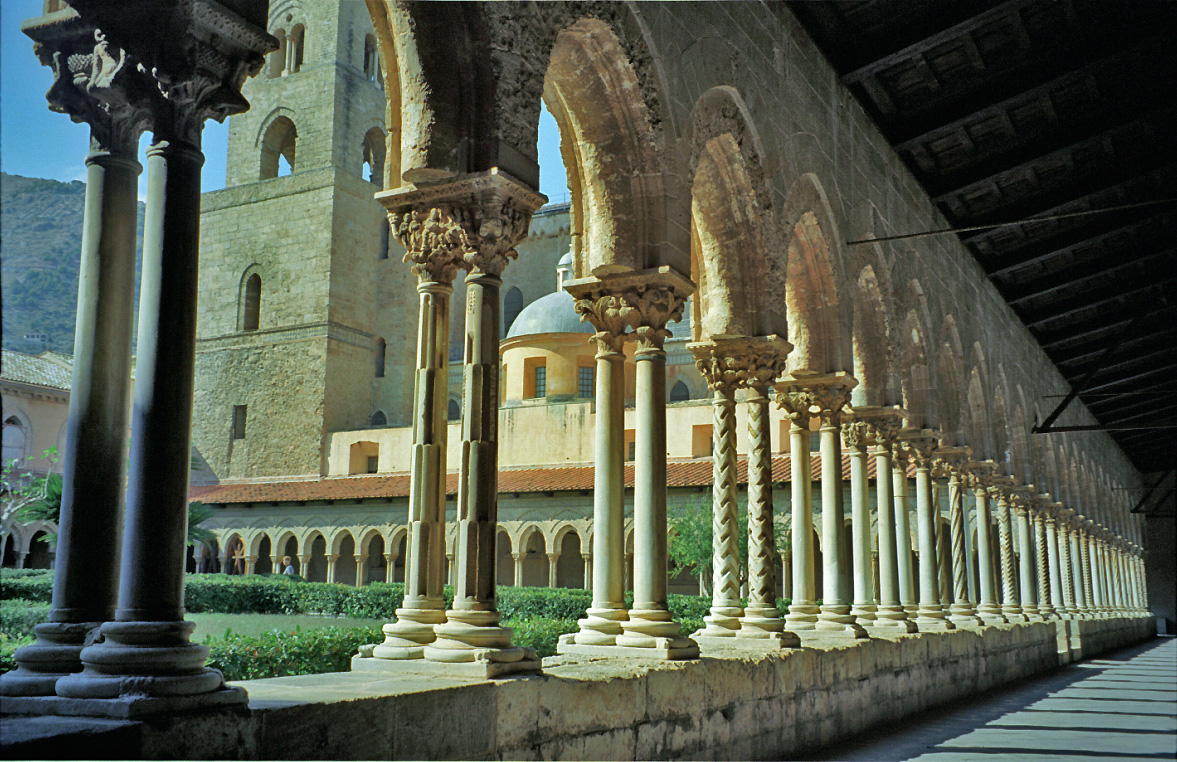
krużganki klasztoru w Monreale
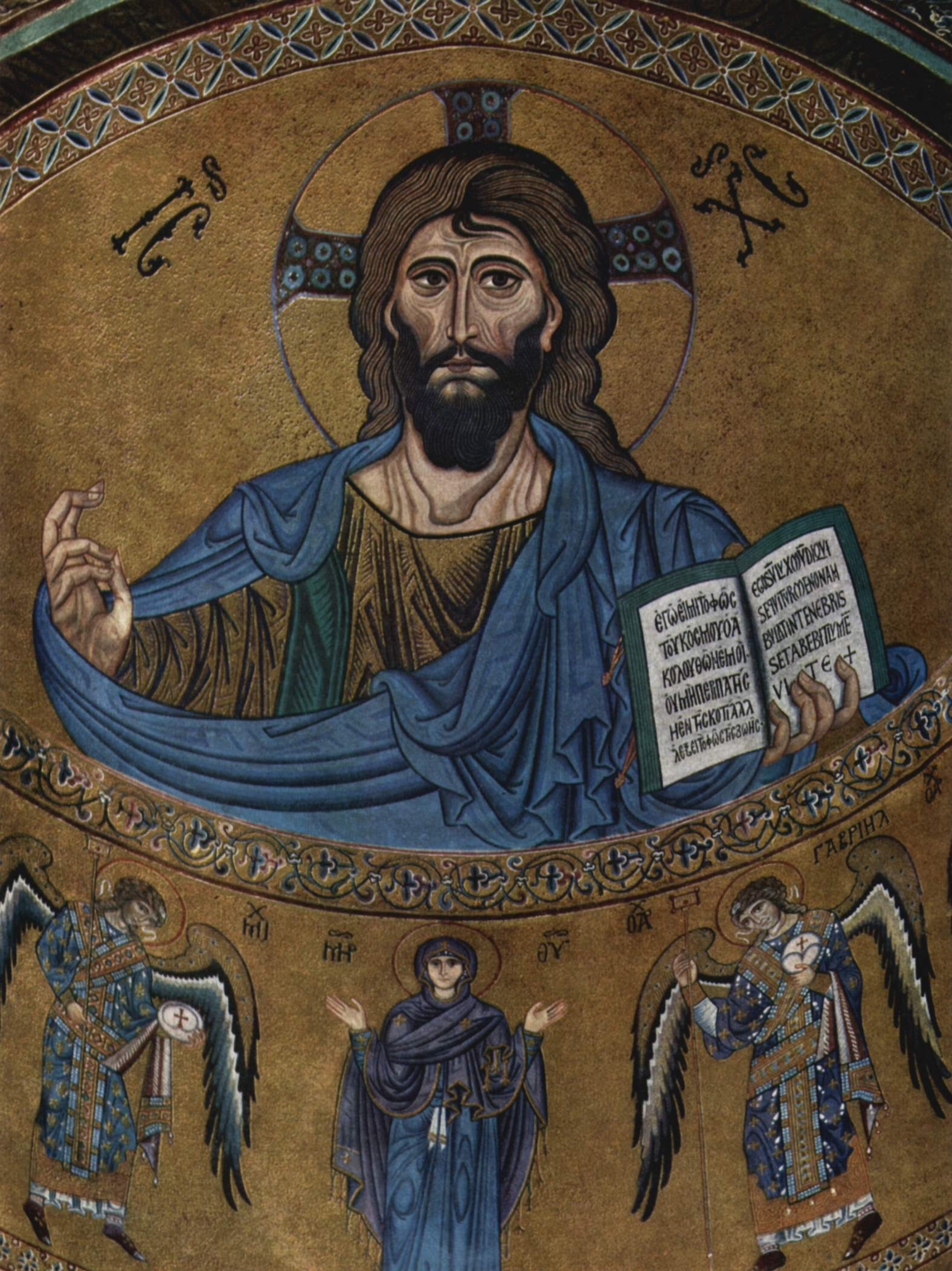
absyda katedry w Cefalù
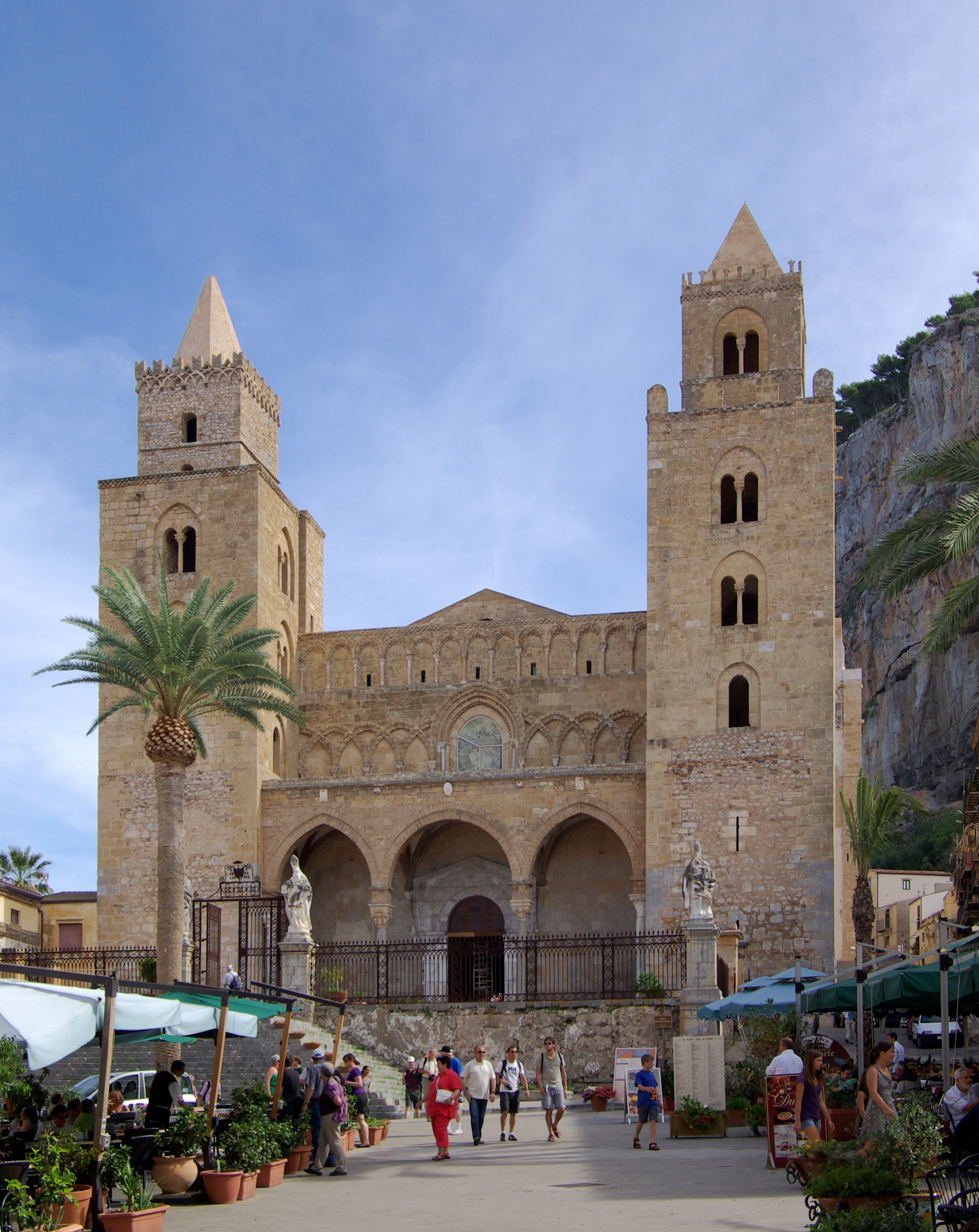
fasada katedry w Cefalù